# Dano (Fest)
Dano ist ein traditionelles Fest in Korea, das am fünften Tag des fünften Monats des koreanischen Mondkalenders begangen wird. Im gregorianischen Kalender entspricht dies meist dem Juni. Es ist auch bekannt als Suritnal (수릿날), Cheonjungjeol (천중절/天中節) und Jungojeol (중오절/重午節). Auch regional kann die Bezeichnung variieren. Durch das Fest am Ende der Saatsaison wurde für eine ertragreiche Ernte gebeten. Es ist ein landesweiter Feiertag in Nordkorea und eines der größten traditionellen Feste in Südkorea. Das Fest in Gangneung gilt als bekanntestes und wurde in die UNESCO-Liste des immateriellen Kulturerbes der Menschheit aufgenommen.

## Geschichte
Dano enthält konfuzianische, schamanistische und buddhistische Rituale. In der modernen Geschichtswissenschaft wird Dano als schamanistisches Ritual beschrieben, um den Gott des Himmels am Ende der Saatsaison zu feiern. Nach Park Jin-Tae feierten die Menschen der Konföderation Mahan Tag und Nacht singend und tanzend nach dem Ende der Saatsaison im Mai. Im Staat Jinhan gab es den Ritus, den Himmel zum Ende der Saatsaison zu würdigen. Diese Tradition lebte in Silla weiter. Mit der Zeit wurde die Ahnenverehrung ein Bestandteil des Fests. Während das Festival in Korea als Suritnal bekannt war, wurde zur Zeit der Joseon-Dynastie der Name Dano übernommen, abgeleitet vom chinesischen Fest Duānwǔ. Dabei wurde auch der fünfte Tag des fünften Monats als Festtag festgelegt. Neben Neujahr und Chuseok war Dano das dritte große Fest während der Joseon-Dynastie.

## Tradition
Traditionell waschen Frauen ihr Haar in Wasser, das mit Kalmus aufgekocht wurde. Das Haar wird dadurch glänzend und soll nach dem Volksglauben böse Geister vertreiben. Die Menschen trugen blaue und rote Kleidung sowie rote Haarnadeln. Männer trugen Iriswurzeln zum Schutz vor bösen Geistern. Traditionelles Essen ist Surichitteok, Ssuktteok und andere Reiskuchen.
Während der vier Wochen andauernden Feierlichkeiten wurde Dano mit einigen Spielen begangen. Schaukeln und Wippen sowie Ssireum und Taekgyeon. Außerdem gab es zur Unterhaltung noch den Maskentanz, bei dem die lokalen Aristokraten durch satirische Lieder verspottet wurden.

## Galerie

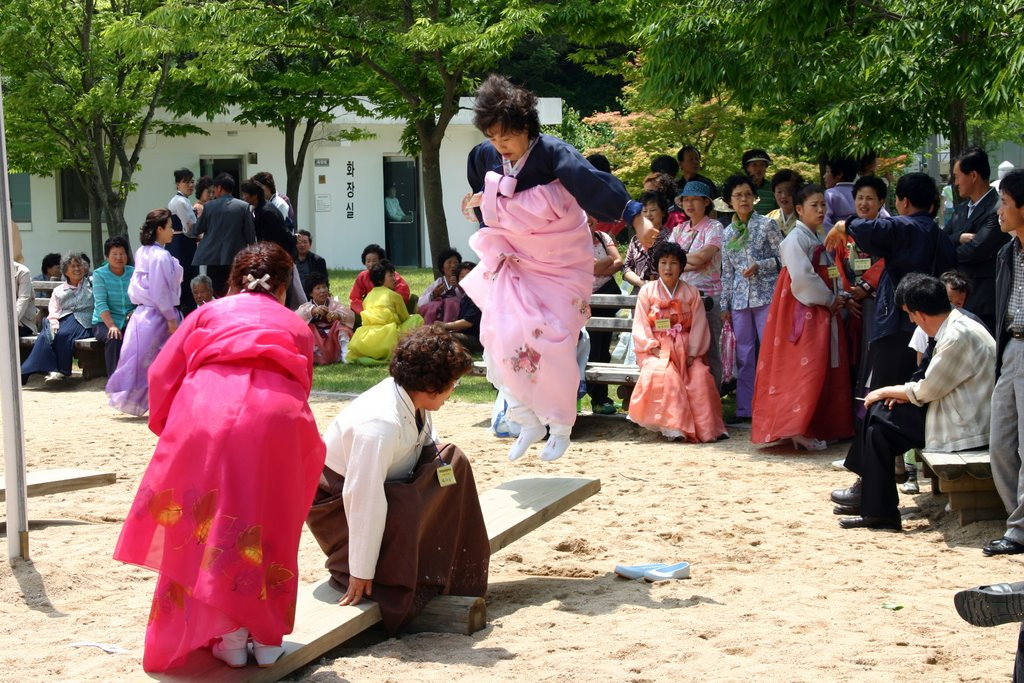
Wippen beim Dano-Festival in Andong
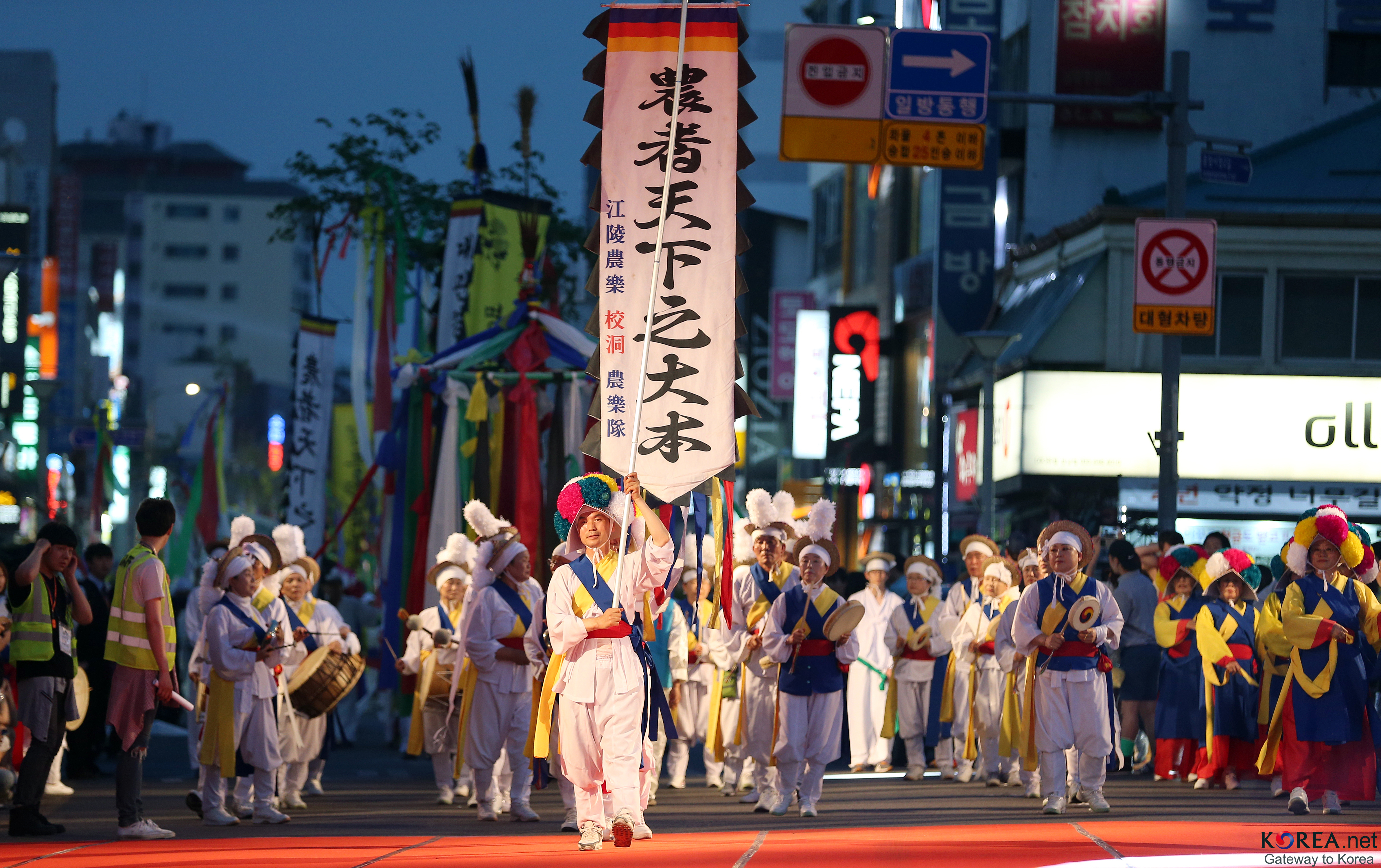
Gangneung Danoje
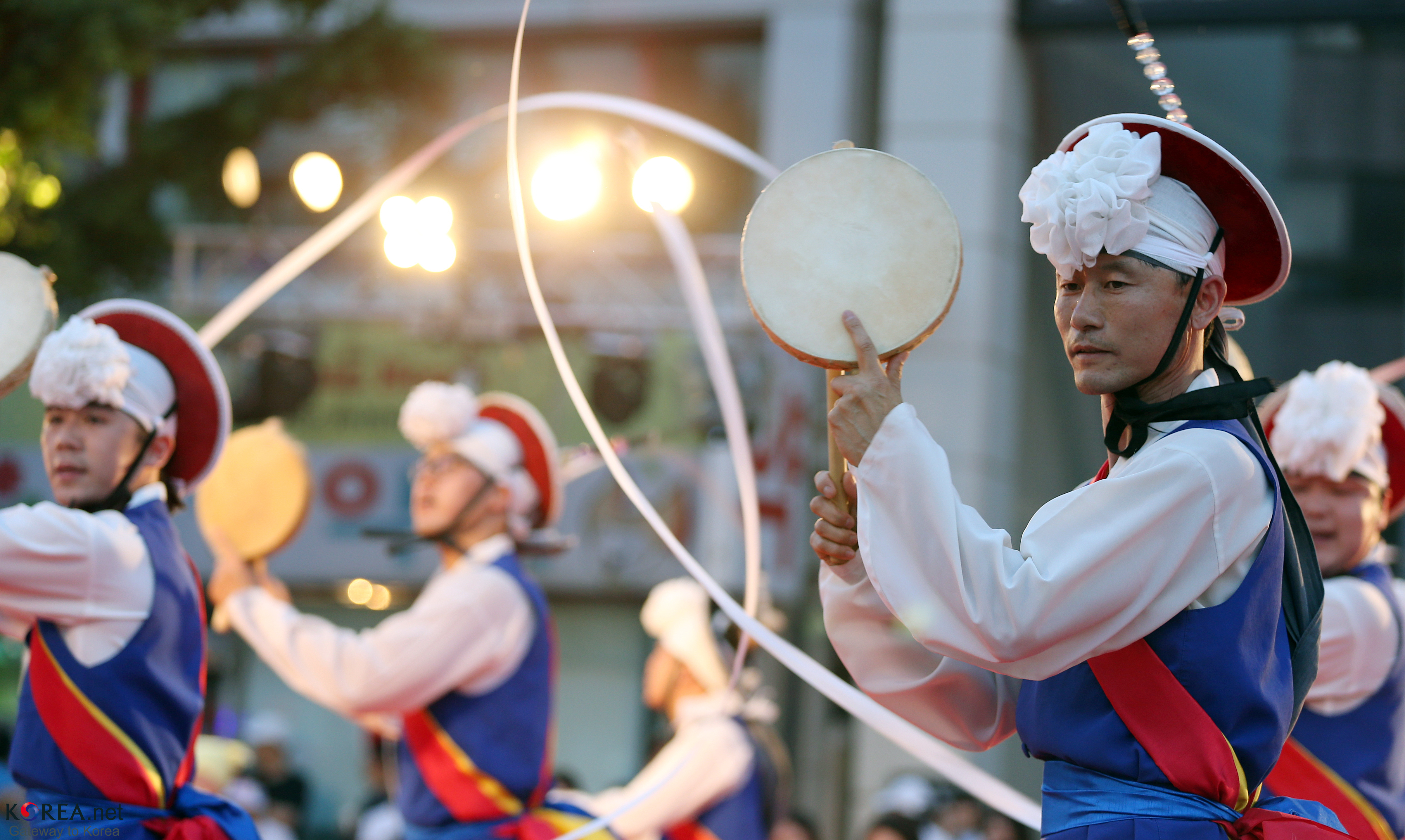
Gangneung Danoje
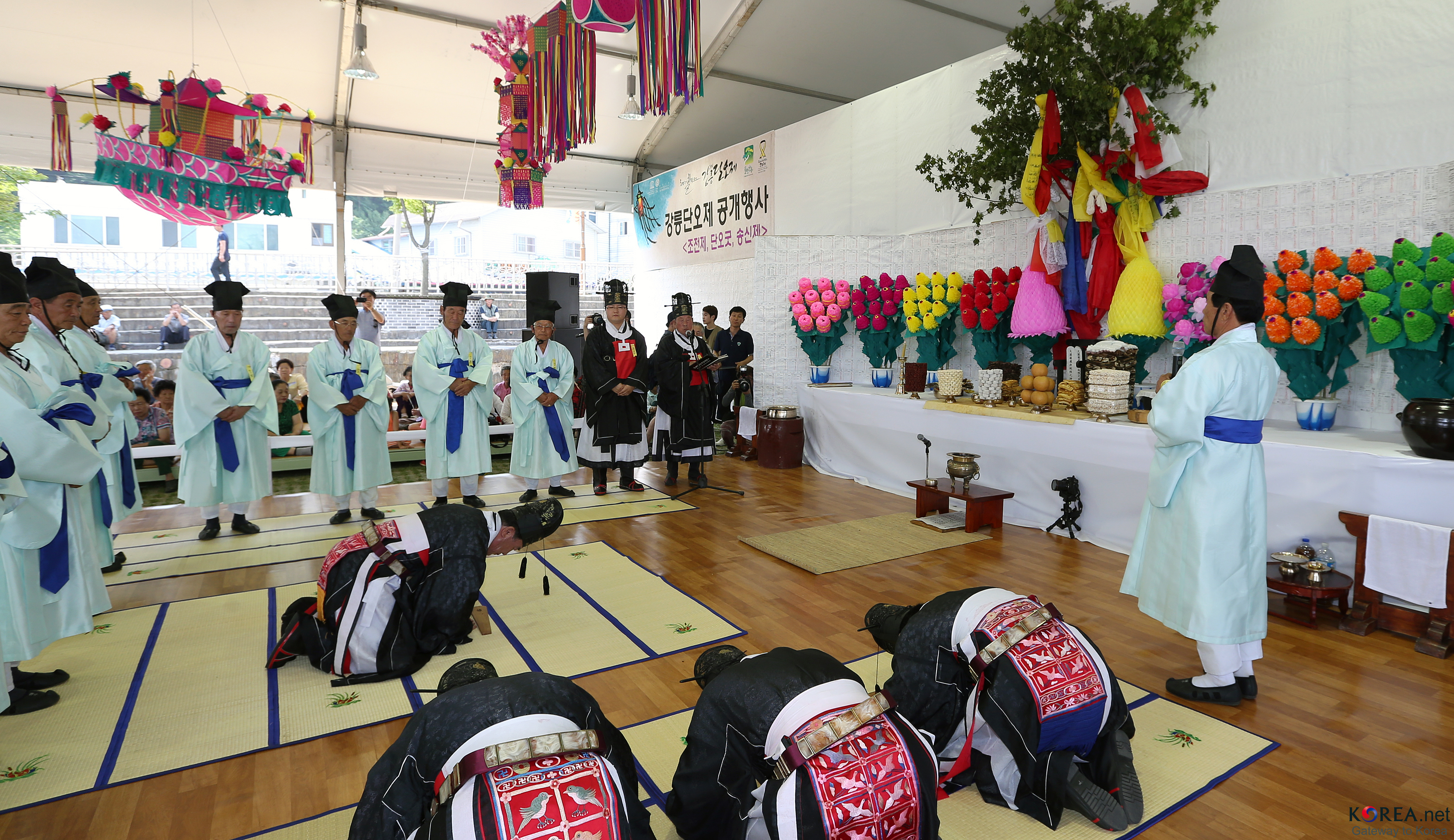
Gangneung Danoje
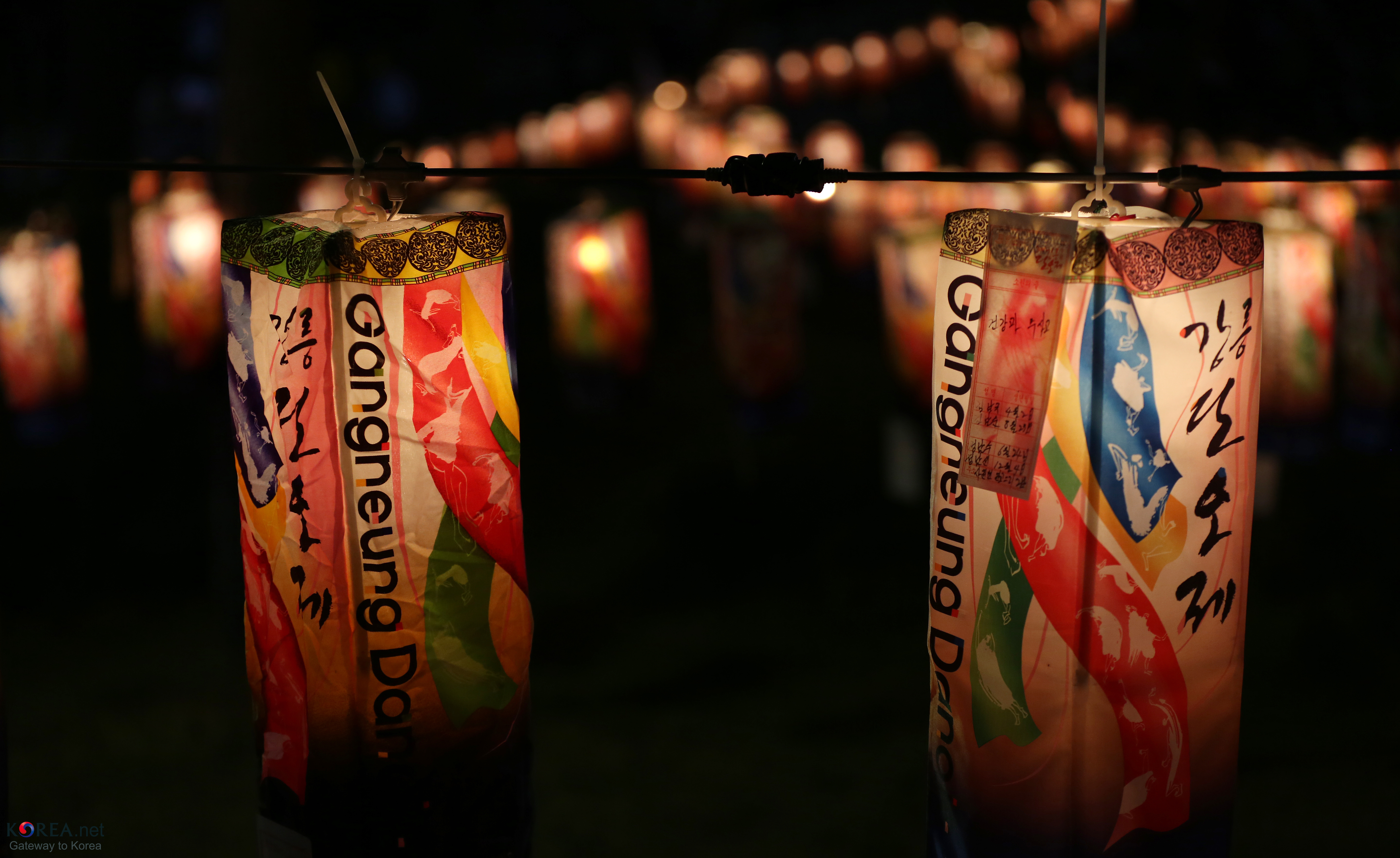
Gangneung Danoje